# Langenstraße 40 (Stralsund)
Das Haus Langenstraße 40 in Stralsund ist ein denkmalgeschütztes Bauwerk in der Langenstraße.

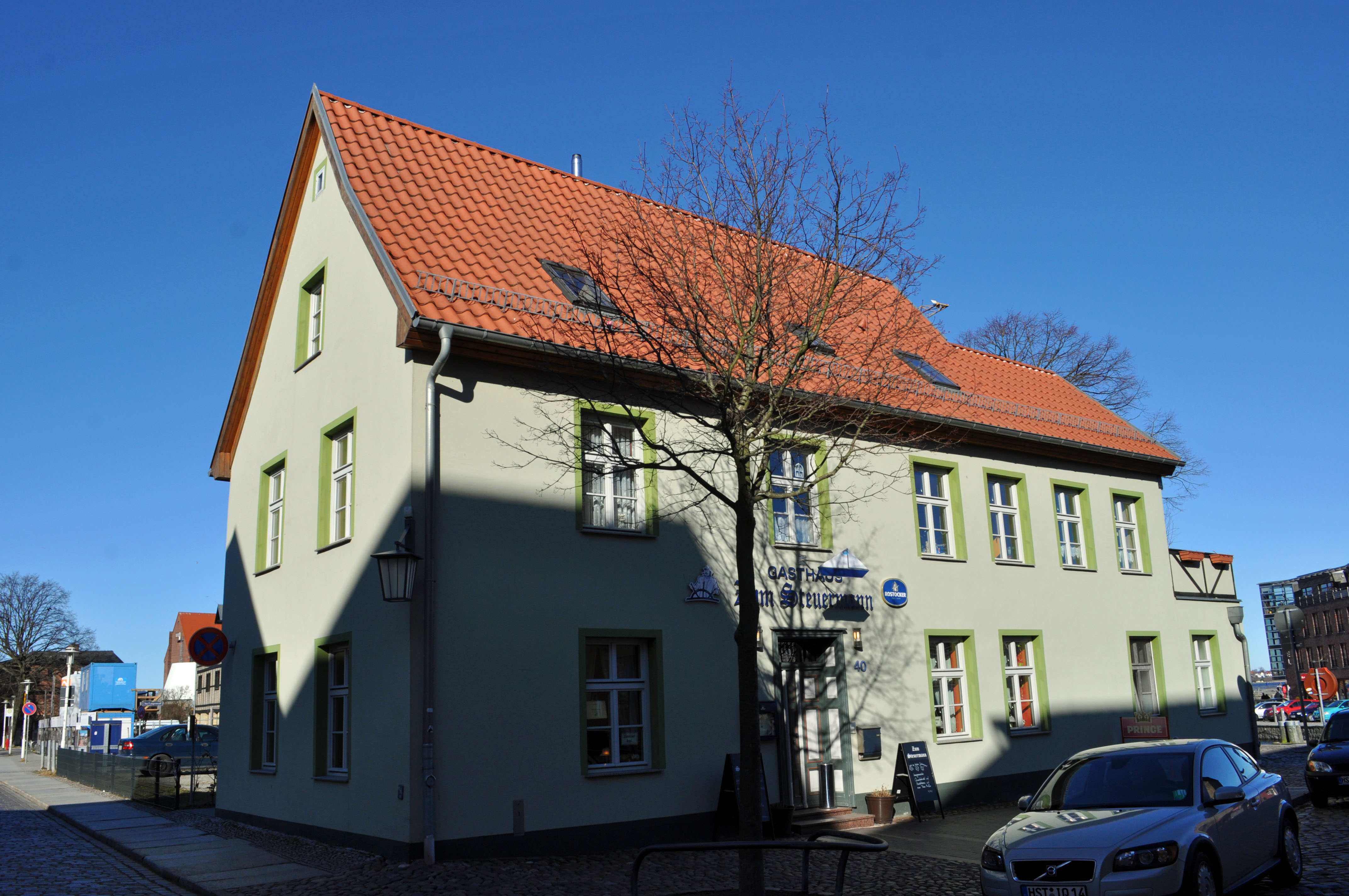
Haus Langenstraße 40 in Stralsund (2012)

In der ersten Hälfte des 18. Jahrhunderts wurde dieser zweigeschossige, traufständige Putzbau errichtet. Als letztes erhalten gebliebenes Gebäude ist das Haus Zeugnis der typischen Hafenbebauung vor der einstigen Stralsunder Stadtmauer.
Das Haus im Kerngebiet des von der UNESCO als Weltkulturerbe anerkannten Stadtgebietes des Kulturgutes „Historische Altstädte Stralsund und Wismar“ ist in die Liste der Baudenkmale in Stralsund eingetragen.